# Alfred (Name)
Alfred ist ein männlicher Vorname althochdeutschen Ursprungs.

## Herkunft und Bedeutung
Der Name geht ursprünglich auf den altdeutschen Namen Alfrad zurück. Dieser besteht aus den beiden althochdeutschen Worten alb für „Naturgeist“ und rad für „Ratgeber“. Die englische Version dieses Namens Alfred erfuhr auf der britischen Insel, unter anderem wegen Alfred des Großen, ab dem 9. Jahrhundert zunehmende Verbreitung. Die englische Version fand später wieder Eingang ins Deutsche.

## Varianten
- Alfredas
- Alfredo

Die weibliche Form lautet Alfreda.

## Verbreitung
Der Name Alfred war Ende des 19., Anfang des 20. Jahrhunderts ein beliebter Vorname in Deutschland. In den 1910er Jahren gehörte er in einem Jahr zu den zehn beliebtesten Jungennamen. In den fünfziger Jahren ging seine Popularität stark zurück, seit Anfang der Siebziger ist er kaum noch gebräuchlich.

## Namenstag
- Namenstag ist der 28. Oktober, siehe auch Liste der Namenstage.

## Namensträger

### Reale Personen
- Alfred der Große (848–899), König der West-Sachsen
- Alfred († 943), Bischof von Sherborne
- Alfred Ætheling (1012–1036), englischer Thronprätendent
- Alfred († 1160), englischer Geistlicher, Bischof von Worcester
- Alfred (1844–1900), Prinz von Großbritannien
- Alfred von Sachsen-Coburg und Gotha (1874–1899), Erbprinz und Thronfolger des Doppelherzogtums Sachsen-Coburg und Gotha
- Alfred (* 1976), französischer Comiczeichner und -szenarist

#### A
- Alfred Althus (1888–1943), deutscher Antifaschist und Medienpolitiker
- Alfred Andersch (1914–1980), deutscher Schriftsteller
- Alfred Aufdenblatten (1897–1975), Schweizer Skilangläufer

#### B
- Alfred Bauer (1911–1986), deutscher Jurist und Filmhistoriker
- Alfred Baxmann (* 1949), deutscher Politiker (SPD), Bürgermeister von Burgdorf
- Alfred L. Bergerud (1899–1977), US-amerikanischer Rechtsanwalt und Politiker
- Alfred Biolek (1934–2021), deutscher Entertainer, Autor und Fernsehproduzent
- Alfred Birlem (1888–1956), deutscher Fußballschiedsrichter
- Alfred Birnschein (1908–1990), deutscher Maler und Grafiker
- Alfred von Böckmann (1859–1921), deutscher General
- Alfred Boehm-Tettelbach (1878–1962), deutscher General der Infanterie
- Alfred Bohl (1909–1989), deutscher Schauspieler und Synchronsprecher
- Alfred Böhm (1850–1885?), deutscher Maler
- Alfred Böhm (1913–1982), deutscher Generalmajor im Ministerium für Staatssicherheit
- Alfred Böhm (1920–1995), österreichischer Schauspieler
- Alfred de Bougy (1814–1871), französischer Schriftsteller
- Alfred Bourseaux (* 1928), belgischer Unternehmer
- Alfred Braun (1888–1978), deutscher Rundfunkreporter und Hörspielregisseur
- Alfred Brendel (1931–2025), österreichisch-britischer Pianist
- Alfred (Fred) Breinersdorfer (* 1946), deutscher Drehbuchautor und Anwalt
- Alfred Büchi (1879–1959), Schweizer Ingenieur
- Alfred Burt (1875–1949), britischer Brigadegeneral
- Alfred Burt (1920–1954), US-amerikanischer Jazzmusiker und Komponist
- Alfred Bütow (1902–1986), deutscher Szenenbildner

#### C
- Alfred A. Cohn (1880–1951), US-amerikanischer Drehbuchautor
- Alfred E. Cohn (1879–1957), US-amerikanischer Kardiologe
- Alfred Cortot (1877–1962), französischer Pianist
- Alfred Courmes (1898–1993), französischer Maler

#### D
- Alfréd Deésy (1877–1961), ungarischer Filmregisseur und Schauspieler
- Alfred Delp (1907–1945), deutscher Jesuit und Widerstandskämpfer
- Alfred Deseilligny (1828–1875), französischer Industrieller und Politiker
- Alfred Döblin (1878–1957), deutscher Arzt und Schriftsteller
- Alfred Dregger (1920–2002), deutscher Politiker
- Alfred Dubois (1898–1949), belgischer Geiger und Musikpädagoge

#### F
- Alfred Fahr (1949–2024), deutscher Pharmazeut
- Alfred Fekete (1879–1924), österreich-ungarischer Schriftsteller (Bühnenautor) und Drehbuchauto
- Alfred Fikentscher (1888–1979), deutscher Sanitätsoffizier
- Alfred K. Flowers (* 1947), pensionierter Generalmajor der United States Air Force
- Alfred Fröhlich (1871–1953), österreichischer Pharmakologe

#### G
- Alfred Gilks (1891–1970), US-amerikanischer Kameramann
- Alfred Gomolka (1942–2020), deutscher Politiker
- Alfred Grenander (1863–1931), schwedischer Architekt
- Alfred Grosser (1925–2024), deutsch-französischer Publizist, Soziologe und Politikwissenschaftler
- Alfred Gusenbauer (* 1960), österreichischer Politiker (SPÖ), Bundeskanzler von 2007 bis 2008
- Alfred Guss (1927–2001), österreichischer Herausgeber, Schauspieler und Regisseur

#### H
- Alfréd Hajós (1878–1955), ungarischer Schwimmer und Architekt
- Alfred Hartmann (1814–1897), Schweizer Schriftsteller
- Alfred Hartmann (1883–1960), Schweizer Übersetzer
- Alfred Hartmann (1894–1967), deutscher Manager und Staatssekretär
- Alfred Hartmann (1910–2001), deutscher Motorrad- und Automobilrennfahrer, Motortuner und Unternehmer
- Alfred Hartmann (* 1947), deutscher Reeder, Gründer der Hartmann Reederei
- Alfred Hartner (1927–1983), österreichischer Hörspielautor, -produzent und -regisseur
- Alfred Herrhausen (1930–1989), deutscher Bankmanager
- Alfred Day Hershey (1908–1997), amerikanischer Chemiker
- Alfred E. Hierold (* 1941), deutscher Kirchenrechtler
- Alfred Hitchcock (1899–1980), britischer Regisseur
- Alfred Hoffmann (1904–1983), österreichischer Wirtschaftshistoriker
- Alfred Hoffmann (1914–1983), deutscher Eishockeytorwart
- Alfred Hoffmann (1918–1995), deutscher Fußballspieler und -trainer
- Alfred Hoffmann (* 1958), deutscher Geistlicher und Generalvikar des Bistums Görlitz

#### J
- Alfred Jermaniš (* 1967), ehemaliger slowenischer Fußballspieler
- Alfred Jodl (1890–1946), deutscher Generaloberst

#### K
- Alfred Kalmus (1889–1972), österreichisch-britischer Musikverleger
- Alfred Kaminski (* 1964), deutscher Fußballtrainer
- Alfred Kempe (1849–1922), britischer Mathematiker
- Alfred Kerr (1867–1948), deutscher Schriftsteller, Theaterkritiker und Journalist
- Alfred Kirchhoff (1838–1907), deutscher Geograph
- Alfred Kirstein (1863–1922), deutscher Mediziner, Landschaftsmaler und Fotograf
- Alfred Klotz (1874–1956), deutscher Altphilologe, Hochschullehrer und -rektor
- Alfred Koerppen (1926–2022), deutscher Komponist
- Alfred Kolodniak (* 1931), deutscher Politiker (SED)
- Alfred Komarek (1945–2024), österreichischer Schriftsteller
- Alfred Kornberger (1933–2002), österreichischer Maler und Graphiker
- Alfred von Krohn (1820–1877), deutscher Generalmajor im Dienste Preußens
- Alfred Kröner (1861–1922), deutscher Verleger
- Alfred Kröner (1939–2019), deutscher Geologe und Hochschullehrer
- Alfred Krupp (1812–1887), deutscher Erfinder und Industrieller
- Alfred Kühnert (1919–2000), deutscher Heimatforscher und Lehrer

#### L
- Alfred Lange (1906–1968), deutscher Metallurg und Hochschullehrer
- Alfred Lange (1910–1971), deutscher Autor und Gründer der katholischen Stefanus-Gemeinschaft
- Alfred Lange (1927–1975), deutscher Wirtschaftswissenschaftler und Hochschulrektor
- Alfred Lehr (1924–2011), österreichischer Bankkaufmann, Filmwissenschaftler und -produzent
- Alfred Lessing (* 1921), deutscher Sinto, Musiker, Holocaustüberlebender und Autor
- Alfred Lessing (1930–2013), deutscher Musiker
- Alfred Lichtenstein (1889–1914), deutscher Schriftsteller
- Alfred F. Lichtenstein (1876–1947), US-amerikanischer Philatelist
- Alfred Lion (1908–1987), deutscher Jazzproduzent und Labelgründer
- Alfred Loewenberg (1902–1949), deutsch-britischer Musikwissenschaftler
- Alfred Loewenstein (1877–1928), belgischer Bankier und Unternehmer
- Alfred Lohner (1898–1983), österreichischer Industrieller
- Alfred Lohner (1900–1990), Schweizer Schauspieler und Rezitator
- Alfred Loretto (1878–1945), deutscher Filmschauspieler
- Alfred zu Löwenstein-Wertheim-Freudenberg (1855–1925), deutscher Gutsbesitzer und Politiker
- Alfred Lutz (* 1963), deutscher Historiker

#### M
- Alfred Mansfeld (1870–1932), österreichisch-böhmischer Offizier und  Ethnologe
- Alfred Mansfeld (1912–2004), israelischer Architekt
- Alfred Margaine (1870–1953), französischer Politiker
- Alfred Meusel (1896–1960), deutscher Soziologe, Historiker und Museumsdirektor
- Alfred Moisiu (* 1929), albanischer Politiker
- Alfred Mürset (1860–1910), Schweizer Oberfeldarzt
- Alfred de Musset (1810–1857), französischer Schriftsteller

#### N
- Alfred Neubauer (1891–1980), deutscher Rennfahrer und Rennleiter
- Alfred Neuwald (* 1962), deutscher Comicautor, Illustrator und Cartoonist
- Alfred Nobel (1833–1896), schwedischer Chemiker
- Alfred Nock (1964–2024), Schweizer Hochseilartist, siehe Freddy Nock
- Alfred Nussbaumer (* 1956), österreichischer Informatiker und Schulbuchautor

#### P
- Alfred Poier (* 1967), österreichischer Kabarettist, siehe Alf Poier
- Alfred Polgar (1873–1955), österreichischer Schriftsteller und Kritiker
- Alfred I. du Pont (1864–1935), US-Industrieller

#### R
- Alfred Rainer (1921–1966), österreichischer Politiker (ÖVP)
- Alfred Rainer (1987–2008), österreichischer Nordischer Kombinierer
- Alfred Randt (1899–1945), deutscher Widerstandskämpfer
- Alfred Reed (1880–1956), US-amerikanischer Country-Musiker, siehe Blind Alfred Reed
- Alfred Ruete (1882–1951), deutscher Dermatologe und Hochschullehrer

#### S
- Alfred von Sareshel(≈1154–>1220), englischer Philosoph
- Alfred Schäfter (1902–1970), deutscher Gold- und Silberschmied
- Alfred Schieske (1908–1970), deutscher Schauspieler
- Alfred Schlosser (1929–2023), österreichischer Bildhauer
- Alfred Schön (* 1962), deutscher Fußballspieler
- Alfred Schreuder (* 1972), niederländischer Fußballtrainer
- Alfred Sinowatz (1929–2008), österreichischer Politiker (SPÖ), Bundeskanzler von 1983 bis 1986, siehe Fred Sinowatz
- Alfred Stöger (1900–1962), österreichischer Schauspieler, Regisseur und Produzent

#### T
- Alfred von Tirpitz (1849–1930), deutscher Großadmiral

#### V
- Alfred de Vigny (1797–1863), französischer Schriftsteller

#### W
- Alfred Waldis (1919–2013), Schweizer Museumsdirektor
- Alfred Wegener (1880–1930), deutscher Polarforscher
- Alfred I. zu Windisch-Graetz (1787–1862), österreichischer Feldmarschall
- Alfred II. zu Windisch-Grätz (1819–1876), österreichischer Militär
- Alfred III. zu Windisch-Grätz (1851–1927), österreichischer Politiker
- Alfred Woltz (1861–1935), deutscher Architekt und Baurat

#### Z
- Alfred Zahn (1903–1972), deutscher Journalist

### Fiktive Figuren
- Alfred Builder, aus Die Säulen der Erde von Ken Follett
- Alfred Pennyworth, Butler von Bruce Wayne, siehe Liste von Figuren aus dem DC-Universum #Alfred Pennyworth
- Alfred J. Kwak, eine Zeichentrickfigur
- Alfred E. Neumann, Coverboy des MAD-Magazins
- Alfred Tetzlaff, das „Ekel Alfred“ aus der Fernsehserie Ein Herz und eine Seele
- Alfred Ill, aus Der Besuch der alten Dame von Friedrich Dürrenmatt
- Alfred F. Jones, die Personifikation der USA aus dem Webmanga und Anime Hetalia: Axis Powers
- Alfred, aus dem Musical und Film Tanz der Vampire
- Alfred, Gesangslehrer aus der Operette Die Fledermaus

### Namensform Alfredo

#### A
- Alfredo Ábalos (* 1986), argentinischer Fußballspieler
- Alfredo Alcaín (* 1936), spanischer Maler
- Alfredo Alcala (1925–2000), philippinischer Comiczeichner, Cartoonist und Maler
- Alfredo Angeli (1927–2005), italienischer Dokumentarfilmer und Filmregisseur
- Alfredo Antoniozzi (* 1956), italienischer Politiker
- Alfredo Arciero (* 1966), italienischer Filmschaffender

#### B
- Alfredo Bai (1913–1980), italienischer Künstler
- Alfredo Baldomir (1884–1948), uruguayischer Soldat, Architekt und Politiker
- Alfredo Balloni (* 1989), italienischer Straßenradrennfahrer
- Alfredo Bannenberg (1901–1978), deutscher Puppenspieler, Varietékünstler und Autor
- Alfredo Battistini (1953–2008), italienisch-schweizerischer Bildhauer, Zeichner und Sportler
- Alfredo Bauer (1924–2016), österreichisch-argentinischer Arzt und Schriftsteller
- Alfredo Bevilacqua (1874–1942), argentinischer Tangokomponist und Pianist
- Alfredo Binda (1902–1986), italienischer Radrennfahrer
- Alfredo Maria Bonanno (1937–2023), italienischer Insurrektionalist
- Alfredo Bortoluzzi (1905–1995), italienischer Tänzer, Choreograf und Bühnenbildner
- Alfredo Brilhante da Costa (1904–1980), brasilianischer Fußballspieler
- Alfredo Bryce Echenique (* 1939), peruanischer Schriftsteller, Literaturwissenschaftler und Jurist
- Alfredo Bufano (1895–1950), argentinischer Schriftsteller

#### C
- Alfredo Campo (* 1993), ecuadorianischer Radrennfahrer
- Alfredo Cappellini (1828–1866), piemontesischer und italienischer Marineoffizier
- Alfredo Casado (1935–2011), spanischer Filmregisseur
- Alfredo Casella (1883–1947), italienischer Komponist
- Alfredo Castelli (1947–2024), italienischer Comicautor
- Alfredo Castiglioni (1937–2016), italienischer Dokumentarfilmer und Autor
- Alfredo Castillo Cervantes (* 1975), mexikanischer Jurist
- Alfredo Catalani (1854–1893), italienischer Opernkomponist
- Alfredo Chiàppori (1943–2022), italienischer Comiczeichner und Illustrator
- Alfredo Corda (1922–1978), Schweizer Tenor
- Alfredo Cristiani Burkard (* 1947), Politiker und Präsident in El Salvador

#### D
- Alfredo Daza (* 1976), mexikanischer Bariton
- Alfredo De Angelis (1910–1992), argentinischer Musiker
- Alfredo Devincenzi (1909–unb.), argentinischer Fußballspieler
- Alfredo Di Lelio (1882–1959), italienischer Restaurantbesitzer, Erfinder der Fettuccine Alfredo
- Alfredo Di Stéfano (1926–2014), argentinisch-spanischer Fußballspieler und -trainer
- Alfredo Dibona (1936–2011), italienischer Skilangläufer
- Alfredo Dick (1865–1909), Schweizer Unternehmer und Fußballfunktionär
- Alfredo Dornheim (1909–1969), argentinischer Germanist und Hochschullehrer
- Alfredo Duhalde (1898–1985), chilenischer Interimspräsident
- Alfredo Duvergel (* 1968), kubanischer Boxer

#### E
- Alfredo Edmead (1956–1974), dominikanischer Baseballspieler
- Alfred Elmiger (1886–1958), französischer Politiker
- Alfredo Mario Espósito Castro (1927–2010), argentinischer Bischof
- Alfredo Esteves (* 1976), osttimoresischer Fußballspieler

#### F
- Alfredo Ferrari (1932–1956), italienischer Ingenieur
- Alfredo Fígaro (* 1984), dominikanischer Baseballspieler
- Alfredo Foglino (1892–1968), uruguayischer Fußballspieler und Trainer
- Alfredo Foni (1911–1985), italienischer Fußballspieler
- Alfredo Felipe Fuentes (1949–2025), kubanischer unabhängiger Journalist und Dissident

#### G
- Alfredo Gargiullo (1906–1928), italienischer Sprinter
- Alfredo Giannetti (1924–1995), italienischer Filmregisseur und Drehbuchautor
- Alfredo Gómez Jaime (1878–1946), kolumbianischer Lyriker
- Alfredo Gómez Morales (1908–1990), argentinischer Ökonom und Politiker
- Alfredo González Flores (1877–1962), Präsident von Costa Rica

#### H
- Alfredo Häberli (* 1964), Designer und Architekt

#### J
- Alfredo Jaar (* 1956), chilenischer Künstler
- Alfredo Jones Brown (1876–1950), uruguayischer Architekt

#### K
- Alfredo Keil (1850–1907), portugiesischer Komponist, Maler und Sammler
- Alfredo Kraus (1927–1999), spanischer Sänger und Gesangslehrer

#### L
- Alfredo de Lacerda Maia († 1887), portugiesischer Militär und Kolonialverwalter
- Alfredo Lardelli (1956–2015), Schweizer Unternehmer und Mörder
- Alfredo Lim (1929–2020), philippinischer Politiker
- Alfredo Lucero (* 1979), argentinischer Straßenradrennfahrer

#### M
- Alfredo Marceneiro (1891–1982), portugiesischer Fado-Sänger
- Alfredo Marcucci (1929–2010), argentinischer Bandoneonist und Dirigent
- Alfredo Marte (* 1989), professioneller dominikanischer Baseballspieler
- Alfredo Massazza (1943–2004), italienischer Bogenschütze
- Alfredo Mayo (1911–1985), spanischer Schauspieler
- Alfredo Méndez-Gonzalez (1907–1995), US-amerikanischer katholischer Bischof
- Alfredo Milani (1924–2017), italienischer Motorradrennfahrer
- Alfredo del Mónaco (1938–2015), venezolanischer Komponist
- Alfredo Morales (El Harapos; * 1952), mexikanischer Fußballspieler
- Alfredo Morales (* 1990), deutsch-amerikanischer Fußballspieler
- Alfredo Morales Cartaya (1947/48–2010), kubanischer Politiker
- Alfredo Moreno (* 1956), chilenischer Manager und Politiker

#### N
- Alfredo Napoleão (1852–1917), portugiesischer und brasilianischer Komponist und Pianist
- Alfredo Niceforo (1876–1960), italienischer Soziologe und Kriminologe
- Alfredo Nobre da Costa (1923–1996), portugiesischer Politiker und Ministerpräsident
- Alfredo Núñez (1960–2008), chilenischer Fußballspieler und -trainer

#### O
- Alfred Oberdorfer (1927–2013), deutscher Mediziner, Hochschullehrer
- Alfred von Oberndorff (1870–1963), deutscher Diplomat
- Alfredo Olivos (1924–1983), chilenischer Fußballspieler
- Alfredo Ormando (1958–1998), italienischer Theologe, Schriftsteller und Homosexuellenaktivist
- Alfredo Ottaviani (1890–1979), italienischer Kurienkardinal
- Alfred Overmann (1866–1946), deutscher Historiker und Archivdirektor

#### P
- Alfredo Pacheco (1982–2015), salvadorianischer Fußballspieler
- Alfredo Pacini (1888–1967), vatikanischer Diplomat
- Alfredo James Pacino (* 1940), besser bekannt als Al Pacino, US-amerikanischer Schauspieler
- Alfredo Palacios (1878–1965), argentinischer Rechtsanwalt, Politiker und Hochschullehrer
- Alfredo Panella (* 1896; † unbekannt), italienischer Motorradrennfahrer
- Alfredo Enrique Peralta Azurdia (1908–1997), Präsident von Guatemala
- Alfredo Pérez Rubalcaba (1951–2019), spanischer Politiker
- Alfredo Peri-Morosini (1862–1931), Schweizer Bischof
- Alfredo Perl (* 1965), chilenischer Pianist
- Alfredo Piàn (1912–1990), argentinischer Autorennfahrer
- Alfredo Piatti (1822–1901), italienischer Cellovirtuose und Komponist
- Alfredo Pöge (1940–2013), deutscher Medizinchemiker und Sporthistoriker
- Alfredo Poveda (1926–1990), ecuadorianischer Militär
- Alfredo Poviña (1904–1986), argentinischer Soziologe

#### R
- Alfredo Ramos Martínez (1871–1946), mexikanischer Kunstmaler
- Alfredo Rampi (1975–1981), italienischer Junge, Unfallopfer
- Alfredo Rego  (* 1946), ehemaliger guatemaltekischer Skirennläufer
- Alfredo Alves Reinado (1968–2008), osttimoresischer Freiheitskämpfer
- Alfredo Rodrigues Gaspar (1865–1938), portugiesischer Kapitän zur See und Politiker
- Alfredo Rodríguez Mitoma (* 1964), ehemaliger mexikanischer Fußballspieler
- Alfredo Rojas (1937–2023), argentinischer Fußballspieler
- Alfredo Rosenmaier (* 1950), österreichischer Politiker
- Alfredo Rossi y Rossi (* 1920), argentinischer Komponist
- Alfredo Rugeles (* 1949), venezolanischer Komponist und Dirigent

#### S
- Alfredo de Sá Cardoso (1864–1950), portugiesischer General und Politiker
- Alfredo Saint Jean (1926–1987), argentinischer General
- Alfredo Salafia (1869–1933), italienischer Spezialist für Einbalsamierung
- Alfredo Sánchez (genannt El viejo Sánchez; * 1904), mexikanischer Fußballspieler
- Al Santos (eigentlich Alfredo Santos; * 1976), US-amerikanischer Schauspieler und Model
- Alfredo Vicente Scherer (1903–1996), Erzbischof von Porto Alegre
- Alfredo Schlesinger (1900–1993), US-amerikanischer Historiker
- Alfredo Ildefonso Schuster (1880–1954), Erzbischof von Mailand
- Alfredo Shahanga (* 1965), tansanischer Langstreckenläufer
- Alfredo Smaldini (1919–2010), Schweizer Clown und Komiker
- Alfredo Stroessner (1912–2006), paraguayischer Militär und Politiker
- Alfredo Studer (* 1963), Schweizer Gleitschirmpilot

#### T
- Alfredo Tena (* 1956), mexikanischer Fußballspieler
- Alfredo Torero (1930–2004), peruanischer Anthropologe und Linguist
- Alfredo Torres (1935–2022), mexikanischer Fußballspieler
- Alfredo Torres Romero (1922–1995), mexikanischer Geistlicher, Bischof von Toluca
- Alfredo Trindade (1908–1977), portugiesischer Radrennfahrer und nationaler Meister im Radsport

#### Z
- Alfredo Zalce (1908–2003), mexikanischer Künstler
- Alfredo Zayas y Alfonso (1861–1934), kubanischer Rechtsanwalt, Politiker und Dichter
- Alfredo Zitarrosa (1936–1989), uruguayischer Sänger, Dichter und Journalist

## Familienname
- Anselmo Alfredo, brasilianischer marxistischer Humangeograph
- Bettie I. Alfred, (Iris Andrea Niedermeyer), deutsche Hörspielautorin, -regisseurin, -produzentin und -sprecherin
- Julien Alfred (* 2001), Sprinterin aus St. Lucia